# Liên đoàn bóng đá Bắc Macedonia
Liên đoàn bóng đá Bắc Macedonia (tiếng Anh: Football Federation of North Macedonia, tiếng Macedonia: Фудбалска Федерација на Македонија / Fudbalska Federacija na Makedonija hoặc ФФМ/FFM) là cơ quan quản lý bóng đá ở Bắc Macedonia có trụ sở tại Skopje. Liên đoàn được thành lập vào năm 1926.

## Hoạt động
Liên đoàn vận hành các mã này:
- First Macedonian Football League
- Second Macedonian Football League
- Third Macedonian Football League
- Macedonian Regional Leagues
- Cúp bóng đá Macedonia
- Siêu cúp bóng đá Macedonia
- Giải vô địch bóng đá nữ Macedonia
- Cúp bóng đá nữ Macedonia
- Đội tuyển bóng đá quốc gia Bắc Macedonia
- Đội tuyển bóng đá U-21 quốc gia Bắc Macedonia
- Đội tuyển bóng đá U-19 quốc gia Bắc Macedonia
- Đội tuyển bóng đá U-17 quốc gia Bắc Macedonia
- Đội tuyển bóng đá nữ quốc gia Bắc Macedonia
- Đội tuyển bóng đá trong nhà quốc gia Bắc Macedonia

## Nhân viên
| Chức vụ            | Tên                |
| ------------------ | ------------------ |
| Chủ tịch           | Muamed Sejdini     |
| Phó chủ tịch       | Kenan Idrizi       |
| Tổng thư ký        | Igor Klimper       |
| Ủy viên trận đấu   | Vasko Dojchinovski |
| Giám sát trọng tài | Emil Bozhinovski   |

## Các chủ tịch
| Chủ tịch                  | Năm cầm quyền |
| ------------------------- | ------------- |
| Ljubisav Ivanov-Dzingo    | 1993–1999     |
| Lambe Arnaudov            | 1999–2002     |
| Haralampie Hadji-Risteski | 2002–2012     |
| Ilcho Gjorgioski          | 2012–2018     |